# Mesothen derubrata
Mesothen derubrata là một loài bướm đêm thuộc phân họ Arctiinae, họ Erebidae.